# WASP-13
WASP-13, còn gọi là Gloas, là một ngôi sao trong chòm sao Thiên Miêu. Ngôi sao này khá tương tự như Mặt Trời khi xét về mặt độ kim loại và khối lượng, mặc dù nó nóng hơn và nhiều khả năng là già hơn. Ngôi sao được quan sát lần đầu tiên vào năm 1997, theo cơ sở dữ liệu SIMBAD và được SuperWASP nhắm đến sau khi ngôi sao được một trong các kính viễn vọng của SuperWASP quan sát vào đầu năm 2006. Các quan sát tiếp theo về ngôi sao đã dẫn đến việc phát hiện hành tinh WASP-13b (tên chính thức hiện nay là Cruinlagh) năm 2008; bài báo khám phá được công bố năm 2009.

## Lịch sử quan sát

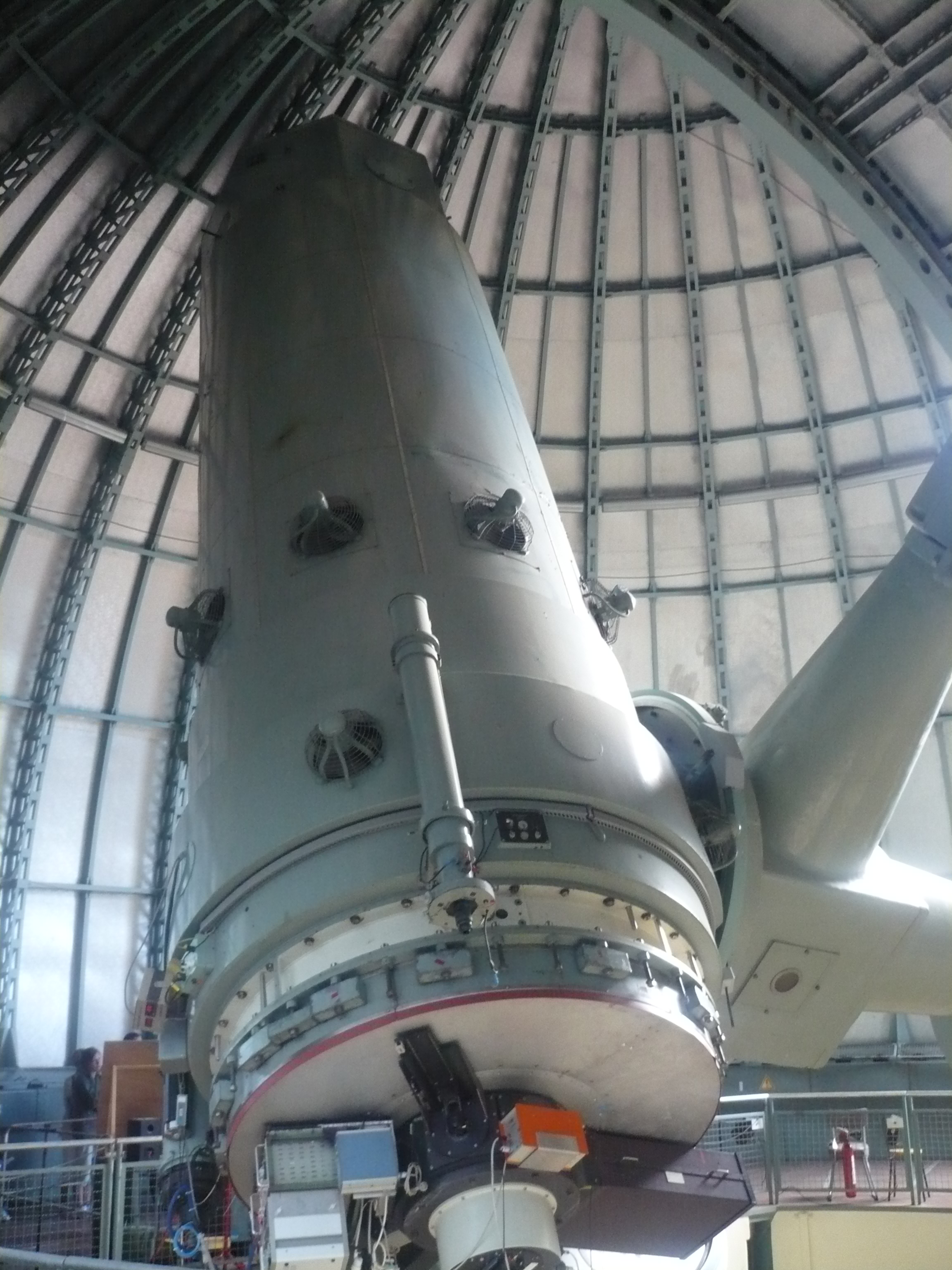
Kính viễn vọng đặt tại Đài thiên văn Haute-Provence được sử dụng để thu thập các số liệu đo đạc vận tốc xuyên tâm.

Theo SIMBAD, WASP-13 được quan sát lần đầu tiên vào năm 1997, khi nó được các nhà thiên văn học lập danh mục để đo chuyển động riêng của các ngôi sao ở các vùng của bầu trời nơi phát hiện các thiên hà. Từ ngày 27 tháng 11 năm 2006 đến ngày 1 tháng 4 năm 2007, kính viễn vọng Bắc-SuperWASP ở quần đảo Canary đã quan sát WASP-13; phân tích dữ liệu cho thấy một hành tinh có thể nằm trên quỹ đạo quanh ngôi sao.
Các quan sát tiếp theo được một nhóm các nhà thiên văn học người Anh, Tây Ban Nha, Pháp, Thụy Sĩ và Mỹ thực hiện bằng cách sử dụng quang kế trên Kính viễn vọng James Gregory ở Scotland; sử dụng các so sánh trực quan với sao HD 80408 gần đó, đường cong ánh sáng của ngôi sao này được xác định rõ hơn. Kết hợp với các giá trị của quang phổ của WASP-13 đã đo được bằng cách sử dụng quang phổ kế lưới thang SOPHIE tại Đài thiên văn Haute-Provence ở Pháp, vận tốc xuyên tâm của ngôi sao cũng được phát hiện. Quang phổ kế lưới thang cấp liệu sợi quang (FIES) trên Kính viễn vọng quang học Bắc Âu (NOT) đã thu thập các đo đạc bổ sung cho WASP-13, cho phép các nhà thiên văn xác định các đặc điểm của WASP-13. Sử dụng các dữ liệu của SOPHIE đã dẫn đến việc phát hiện ra hành tinh WASP-13b năm 2008; hành tinh này đã được báo cáo vào năm 2009.
Dựa trên lưu trữ của SIMBAD, WASP-13 đã được đưa vào 56 bài báo từ khi bắt đầu quan sát năm 1997 cho tới năm 2019.

## Đặc điểm
WASP-13 là một sao loại G giống Mặt Trời, nằm ở khoảng 200 parsec (750 năm ánh sáng) trong chòm sao Thiên Miêu. Với cấp sao biểu kiến là 10,42 thì ngôi sao này không thể nhìn thấy bằng mắt thường từ Trái Đất. Nhiệt độ hiệu dụng của ngôi sao vào khoảng 5.911 K, nóng hơn một chút so với Mặt Trời, nhưng bán kính gấp 1,58 lần R☉, làm cho độ sáng nhiệt xạ của nó gấp 2,731 lần L☉. Tuy nhiên, độ kim loại ([Fe/H]) của nó là 0, giống như Mặt Trời. WASP-13 có khối lượng gấp 1,03 lần M☉ và trọng lực bề mặt của WASP-13 đo được bằng 4,04 cgs, trong khi tốc độ tự quay tối đa của nó là 4,9 km/s.
Các đo đạc hàm lượng lithi của nó cho thấy ngôi sao đã sử dụng hết lượng heli của nó và hiện đang hợp hạch lithi trong lớp vỏ xung quanh lõi của nó.
Ước tính tuổi của nó năm 2009 là 8,5++5,5
−-4,9 tỷ năm, gấp đôi tuổi của Mặt Trời, nhưng độ tuổi này có thể là bất kỳ giá trị nào trong khoảng 3,6 đến 14 tỷ năm tuổi, như độ không chắc chắn cao xung quanh giá trị này của tuổi sao. Trạng thái tiến hóa của WASP-13, như được chỉ ra từ vị trí của nó trong Biểu đồ Hertzsprung-Russell là gần điểm rời dãy chính, và nó được coi là rất gần với sự cạn kiệt hydro ở lõi của nó và trở thành sao gần mức khổng lồ. So sánh với các đường đẳng thời lý thuyết và các ngôi sao có độ tuổi đã xác định chính xác cho độ tuổi của WASP-13 vào khoảng 5,1 tỷ năm (ước tính năm 2015). Các ước tính trước đó có có độ tuổi có thể cao hơn, nhưng với độ không chắc chắn rất lớn.

## Hệ hành tinh
WASP-13 có một hành tinh quay quanh ngôi sao chủ của nó ở khoảng cách 0,0527 AU, hoặc khoảng 5,27% khoảng cách trung bình giữa Trái Đất và Mặt Trời. Hành tinh này hoàn thành một vòng quỹ đạo sau 4,35298 ngày, hoặc khoảng 4 ngày 8,5 giờ. Khối lượng ước tính của Cruinlagh là 0,46 lần khối lượng Sao Mộc, trong khi bán kính của nó bằng khoảng 1,21 lần bán kính Sao Mộc.
| Thiên thể đồng hành (thứ tự từ ngôi sao ra) | Khối lượng             | Bán trục lớn (AU)         | Chu kỳ quỹ đạo (ngày) | Độ lệch tâm | Độ nghiêng | Bán kính |
| ------------------------------------------- | ---------------------- | ------------------------- | --------------------- | ----------- | ---------- | -------- |
| b                                           | 0,485 +0,058 −0,052 MJ | 0,05379 +0,00059 −0,00077 | 4,353011±0,000013     | 0           | —          | —        |

## Đặt tên
Ngôi sao được đặt tên là WASP-13 do nó được phát hiện trong chương trình Tìm kiếm hành tinh góc rộng (tiếng Anh: Wide Angle Search for Planets).
Vào năm 2019, Hiệp hội Thiên văn Quốc tế (IAU) thông báo rằng WASP-13 và hành tinh WASP-13b của nó sẽ được đặt tên chính thức do học sinh từ Vương quốc Anh chọn. Các tên được chọn là Gloas cho WASP-13 và Cruinlagh cho WASP-13b, các từ trong tiếng Manx tương ứng có nghĩa là 'tỏa sáng' và 'quay quanh'.